# Vápenica (potok)
Wápenica – potok, lewy dopływ potoku Dikula w Niżnych Tatrach na Słowacji. Jest ciekiem 5 rzędu. Wypływa na wysokości około 1500 m na północno-wschodnim zboczu przełęczy Priehybka  i spływa w kierunku północnym doliną między szczytem Medvedie i grzbietem odchodzącym od Helpiańskiego Wierchu (Heľpianský vrch). Po przyjęciu dopływu ze zboczy Wielkiej Wapienicy (Veľká Vápenica) zmienia kierunek na północno-wschodni i na wysokości około 1000 m uchodzi do Dikuli.
Zlewnia potoku znajduje się w niezamieszkałych obszarach Parku Narodowego Niżne Tatry. Większość zlewni to obszary porośnięte lasem, niewielka część to trawiaste tereny dawnych hal pasterskich.

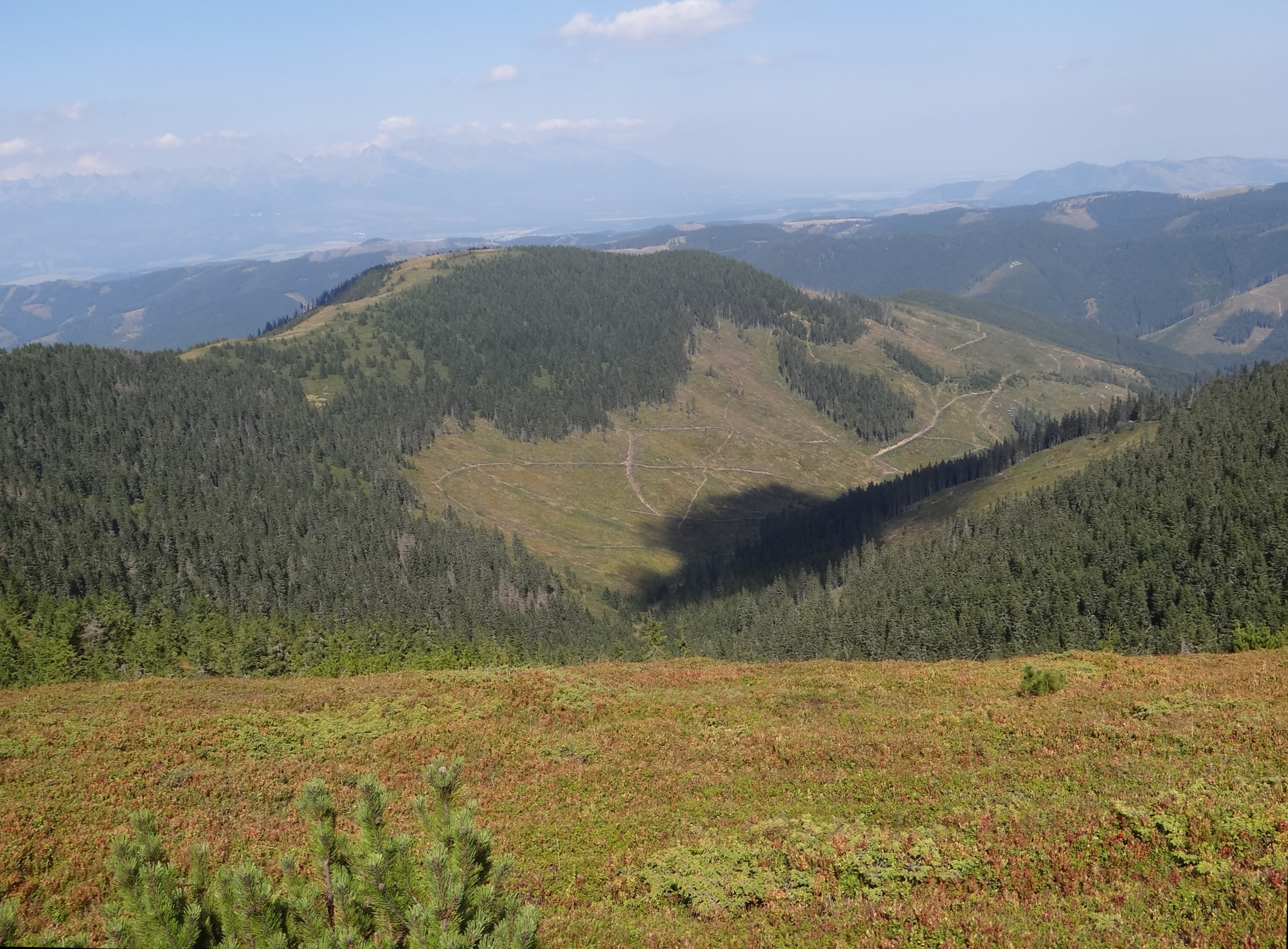
Medvedia i dolina potoku Vápenica